# La Teixonera
La Teixonera este un cartier din districtul 7, Horta-Guinardó, al orasului Barcelona.